# Бебра
Бебра (нім. Bebra) — місто в Німеччині, розташоване в землі Гессен. Підпорядковується адміністративному округу Кассель. Входить до складу району Герсфельд-Ротенбург.
Площа — 93,63 км2. Населення становить 13 855 ос. (станом на 31 грудня 2020).